# Cuyamungue Grant
Cuyamungue Grant es un lugar designado por el censo ubicado en el condado de Santa Fe en el estado estadounidense de Nuevo México. En el Censo de 2010 tenía una población de 226 habitantes y una densidad poblacional de 34,41 personas por km².

## Geografía
Cuyamungue Grant se encuentra ubicado en las coordenadas 35°50′47″N 105°59′42″O / 35.84639, -105.99500. Según la Oficina del Censo de los Estados Unidos, Cuyamungue Grant tiene una superficie total de 6.57 km², de la cual 6.57 km² corresponden a tierra firme y (0%) 0 km² es agua.

## Demografía
Según el censo de 2010, había 226 personas residiendo en Cuyamungue Grant. La densidad de población era de 34,41 hab./km². De los 226 habitantes, Cuyamungue Grant estaba compuesto por el 84.51% blancos, el 0% eran afroamericanos, el 1.77% eran amerindios, el 0% eran asiáticos, el 0% eran isleños del Pacífico, el 12.83% eran de otras razas y el 0.88% pertenecían a dos o más razas. Del total de la población el 61.06% eran hispanos o latinos de cualquier raza.